# Нииниваара
Ни́иниваара (фин. Niinivaara) — четвёртый по количеству жителей и второй по плотности населения городской район Йоэнсуу, столицы провинции Финляндии Северная Карелия. Количество жителей — 4654 человек (2018).

## Географическое положение
Район расположен на левом берегу Пиелисйоки, между центром города и районами Карсикко, Хуканхаута и старым промышленным районом Пенттиля. Район находится на склонах холма Тиккамяки (107 м над уровнем моря).

## История
Планомерная застройка района началась с 1930-х годов в связи с развитием железнодорожного сообщения с Сортавалой. Малоэтажное строительство развивалось на восточной стороне холма Тиккамяки, первые многоэтажные дома появились в 1940-е годы в районе железной дороги и неподалеку от национального шоссе № 6. В Ниинивааре в самой высокой части холма Тиккамяки располагается Центральная больница Северной Карелии — высотная доминанта города. По соседству имеется несколько школ, гимназия, части кампуса университета прикладных наук «Карелия» (фин. Karelia-ammattikorkeakoulu, до 2013 — университет прикладных наук Северной Карелии (фин. Pohjois-Karjalan ammattikorkeakoulu)) и 36-метровая лютеранская церковь Пиелисенсуу (фин. Pielisensuun kirkko), построенная по проекту архитектора-модерниста Вейкко Ларкаса (1960).

## Объекты культурного, архитектурного и исторического наследия
В Ниинивааре располагается несколько находящихся под охраной архитектурных объектов городского значения и городских ландшафтных зон.
- Старая водонапорная башня (фин. Niinivaaran vanha vesitorni),
- Привокзальный район (фин. Asema-alue), включающий вокзал XIX века и привокзальные постройки[3], старое локомотивное депо, зону старой жилой и деловой застройки,
- Северо-восточная часть района, очерченная улицами Кякисалменкату, Карьяланкату, Нииниваарантие и Хиитоланкату (фин. Käkisalmenkatu - Karjalankatu - Niinivaarantie - Hiitolankatu),
- Улица Тиайсенкату (фин. Tiaisenkatu),
- Парк Нииниваары (фин. Niinivaaranpuisto), в котором возвышается церковь Пиелисенсуу,
- Район городской больницы (фин. Keskussairaalan alue).

### Галерея

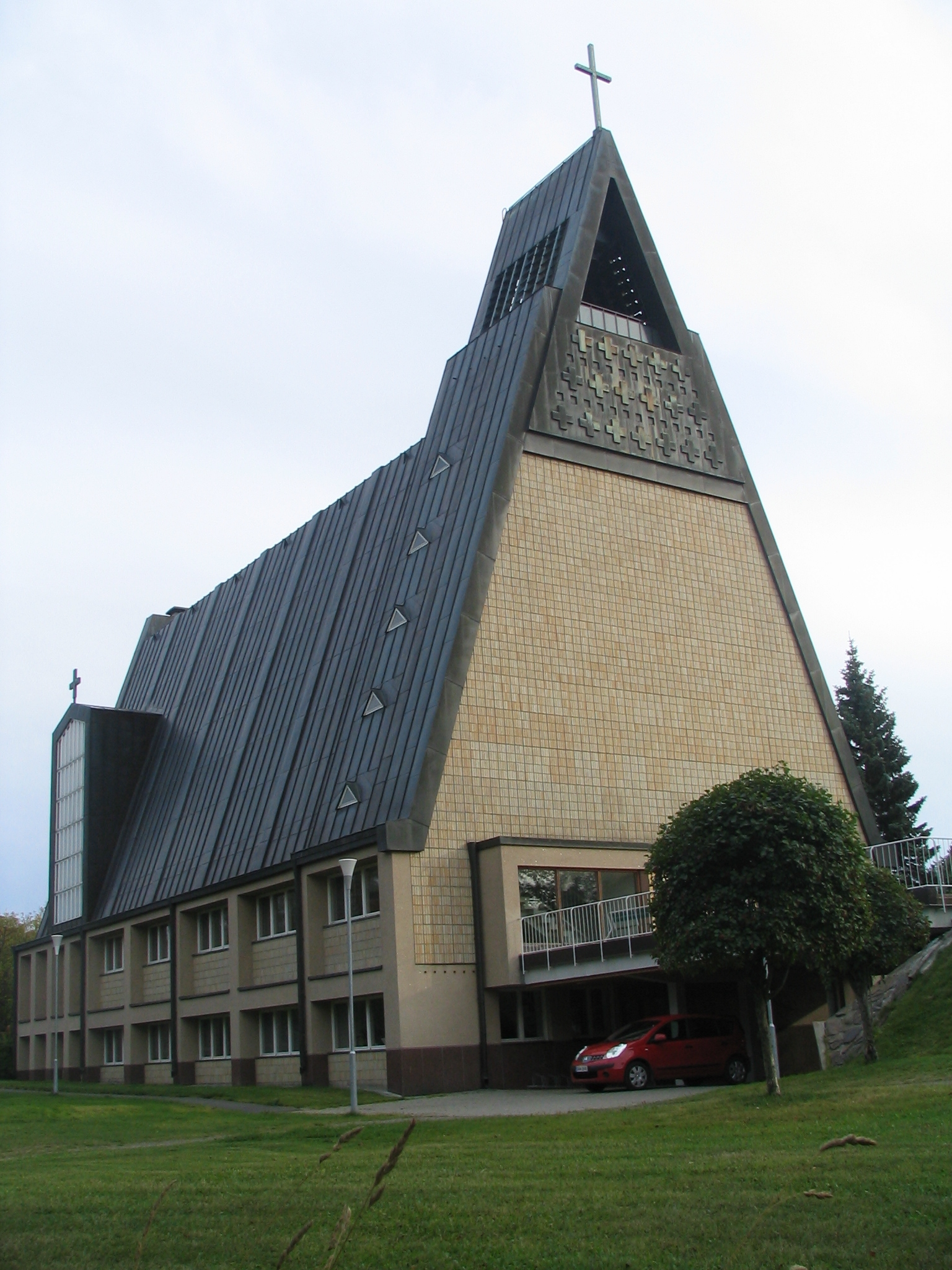
Церковь Пиелисенсуу
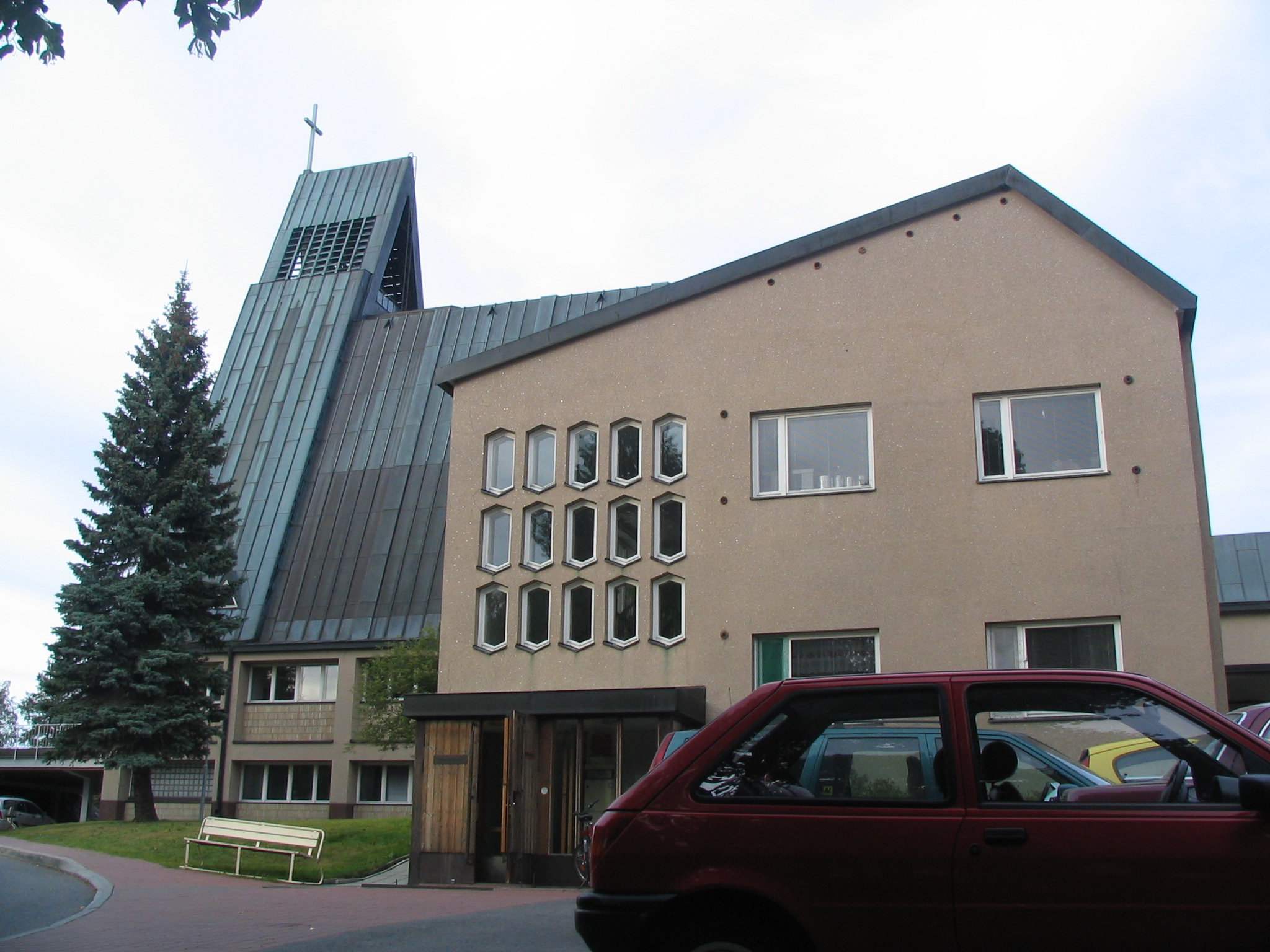
Церковь Пиелисенсуу
Вид на холм Тиккамяки Типичная для 1940-50-х городская застройка
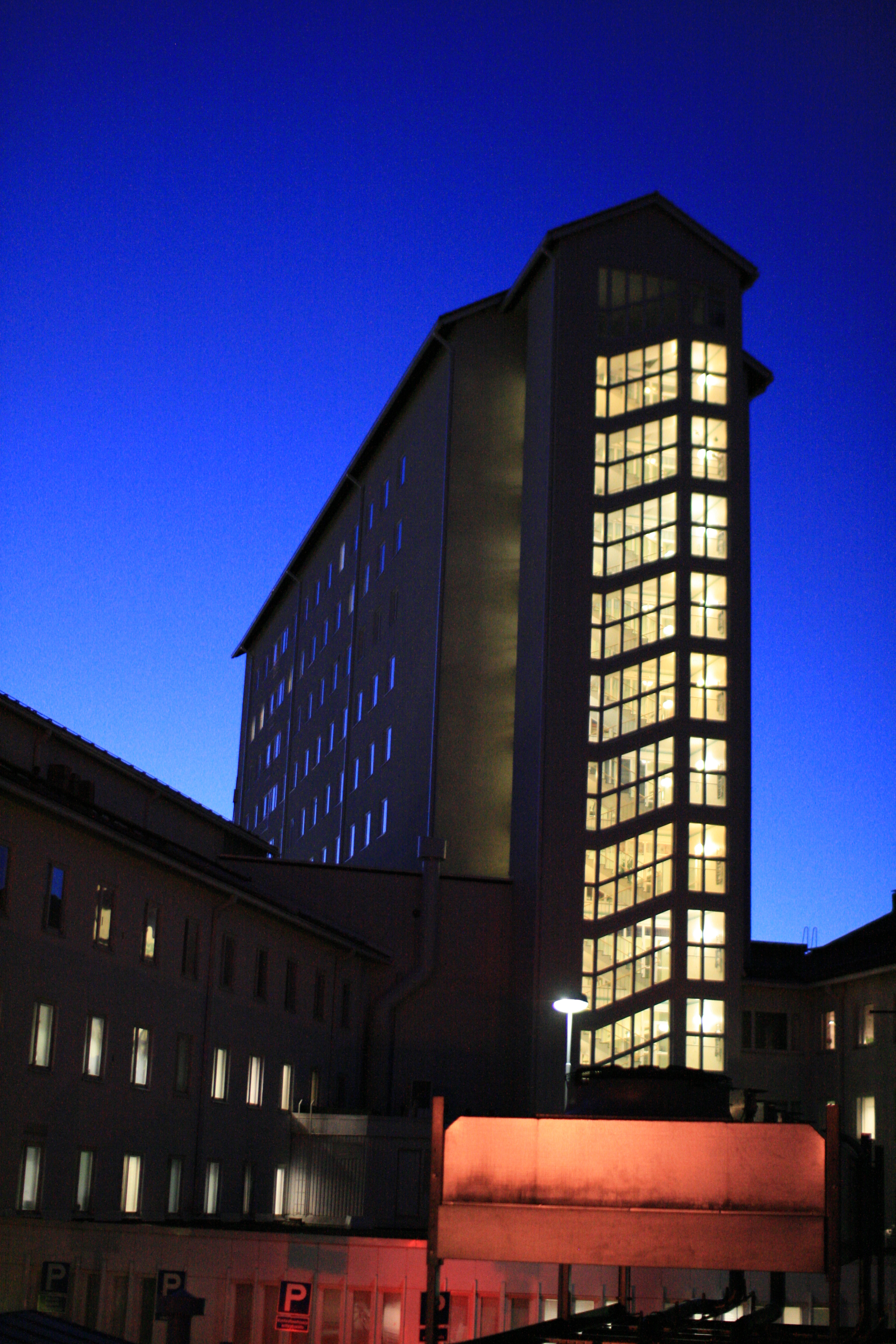
Центральная больница Северной Карелии